# CentOS
CentOS (acronimo di Community enterprise Operating System) è stato un sistema operativo concepito per fornire una piattaforma di classe enterprise per chiunque intenda utilizzare GNU/Linux per usi professionali. Si tratta di una distribuzione Linux derivata da Red Hat Enterprise Linux con cui cerca di essere completamente compatibile.
Pur essendo installabile su architetture desktop, è un sistema concepito, sviluppato e utilizzato per gli ambienti server. In fase di setup, tra le diverse opzioni si accede a quella di selezione del "package" (set di installazione) adatto per lo specifico utilizzo.

## Storia
Nel gennaio 2014, Red Hat ha annunciato che avrebbe sponsorizzato il progetto CentOS, "aiutando a stabilire una piattaforma adatta alle esigenze degli sviluppatori open source che integrano tecnologie nel sistema operativo e attorno ad esso". Come risultato di questi cambiamenti, la proprietà dei marchi CentOS è stata trasferita a Red Hat, che ora impiega la maggior parte degli sviluppatori principali di CentOS lavorando nel team Open Source and Standards di Red Hat, che opera separatamente dal team Red Hat Enterprise Linux. È stato inoltre istituito un nuovo consiglio direttivo di CentOS.
L'8 dicembre 2020 è stato annunciato da RedHat che Centos 8 sarà l'ultima release creata a partire da RHEL 8, e che in futuro la distribuzione seguirà un modello di rilascio a "rolling release", cambiando nome in CentOS Stream. Come conseguenza, nel marzo 2021, gli sviluppatori di CloudLinux hanno rilasciato una distribuzione derivata RHEL chiamata AlmaLinux. Più tardi, nel maggio 2021, uno dei fondatori di CentOS (Gregory Kurtzer) ha creato il progetto concorrente Rocky Linux, pensato come successore naturale di CentOS.

## Descrizione
Red Hat Enterprise Linux è composta interamente da software libero, ma è resa disponibile in una forma usabile (come CD-ROM di binari) solo a pagamento. Come richiesto dalla GNU General Public License e dalle altre licenze, tutto il codice sorgente è reso disponibile pubblicamente dalla Red Hat. Gli sviluppatori di CentOS usano questo codice per creare un prodotto molto simile a Red Hat Enterprise Linux rendendolo disponibile gratuitamente per il download e l'uso, senza però il supporto offerto da Red Hat.
Sostanzialmente la differenza tra Red Hat e CentOS risiede principalmente nell'assenza di assistenza tecnica - attributo principale della motivazione di un pagamento economico - e il cambio del logo, dato che Red Hat è un marchio registrato. Altre differenze risiedono nella garanzia, dato che le applicazioni finali eseguibili non vengono certificate, a differenza di quanto accade per Red Hat.
Esistono anche altre distribuzioni derivate dal codice sorgente di Red Hat, ad esempio Fedora.
Per scaricare e installare gli aggiornamenti, CentOS usa il sistema di gestione pacchetti YUM, come Red Hat (dalla versione 5; fino a quel momento Red Hat usava up2date).

## Versioni

### CentOS 8.0
Il rilascio era stato inizialmente previsto per luglio 2019, ma i lavori sono stati sospesi per concentrarsi sulla versione 7.7. La release ufficiale è stata rilasciata nel settembre 2019. CentOS 8.0 si basa su Red Hat Enterprise Linux 8.

### CentOS 7.0
il 7 luglio 2014 è stata distribuita CentOS 7.0 per x86_64.

### CentOS 6.0
Il 10 luglio 2011 è uscita CentOS 6.0 per x86 e x86_64.

### CentOS 5.0
CentOS 5.0 è disponibile solo per x86 e x86_64.

### CentOS 4.0
CentOS 4.x supporta quasi tutte quelle supportate da Red Hat Enterprise Linux:
- Intel x86 (e compatibili) (32 bit);
- Intel Itanium (64 bit);
- Advanced Micro Devices AMD64 e Intel EM64T (64 bit);
- PowerPC a 32 bit (Apple Macintosh PowerMac con processori PowerPC G3 o G4) solo la 4.0;
- Mainframe IBM (eServer zSeries e S/390).

## Supporto e aggiornamenti
CentOS prevede due fasi di aggiornamento nel corso del tempo:
- Durante la fase di aggiornamento (Full Update), il supporto verrà offerto a discrezione di Red Hat e a sua volta fornito da CentOS attraverso i set d'aggiornamento. In più, tutte le soluzioni ai bug saranno offerte attraverso i set. I set d'aggiornamento vengono rilasciati normalmente 2-3 volte all'anno, con delle nuove ISO rilasciate come parte di ogni Update Set. Nella numerazione x.y, y è il numero dell'aggiornamento;
- Dalla data di termine aggiornamento e fino alla End-of-life verranno corretti solo i problemi di sicurezza e i bug critici. Ci potrebbero essere anche alcuni Update Sets.

| Versione                                                               | Rilascio          | Aggiornamento   | End-of-life      |
| ---------------------------------------------------------------------- | ----------------- | --------------- | ---------------- |
| 3.x                                                                    | 19 marzo 2004     | 20 luglio 2006  | 31 ottobre 2010  |
| 4.x                                                                    | 9 marzo 2005      | 31 marzo 2009   | 29 febbraio 2012 |
| 5.x                                                                    | 12 aprile 2007    | 31 gennaio 2014 | 31 marzo 2017    |
| 6.x                                                                    | 10 luglio 2011    | 31 maggio 2017  | 30 novembre 2020 |
| 7.x                                                                    | 7 luglio 2014     | 31 agosto 2020  | 30 giugno 2024   |
| 8.x                                                                    | 24 settembre 2019 | 1 gennaio 2022  | 2024             |
| Vecchia versioneVersione precedente ancora supportataVersione corrente |                   |                 |                  |

## Requisiti Minimi
|                    | CentOS 6                                | CentOS 7           |
| Memoria RAM        | Memoria RAM                             | Memoria RAM        |
| ------------------ | --------------------------------------- | ------------------ |
| x86                | 392MB (CLI), 512MB (GUI) per CPU logica |                    |
| Altre architetture | 1GB                                     | 1GB per CPU logica |
| Spazio su Disco    |                                         |                    |
|                    | 1GB/5GB                                 | 10GB/20GB          |